# Koeskoezen

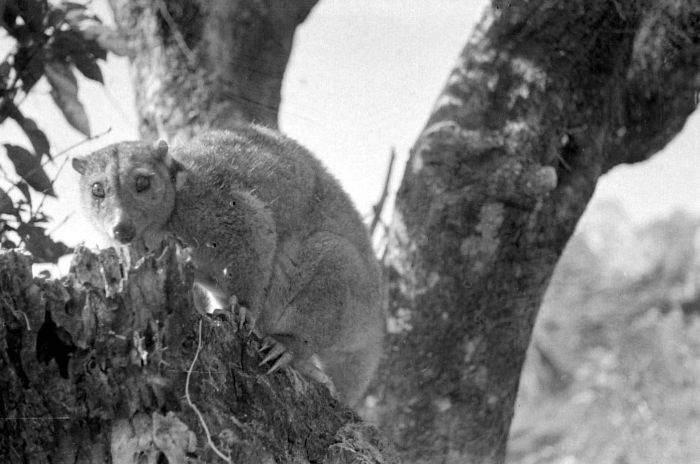
Een witte koeskoes, foto collectie Wereldmuseum Amsterdam

Koeskoezen (Phalangeridae) zijn een familie van buideldieren uit de orde van de Diprotodontia (Klimbuideldieren).

## Leefwijze
Het zijn grote, in bomen levende planteneters, die meestal meer dan twee kilo wegen. Ze eten allerlei plantaardig voedsel en soms zelfs vlees.

## Verspreiding en leefgebied
Deze familie komt voor op Australië, Celebes, Nieuw-Guinea, Timor en de Salomonseilanden. Op de twee laatste plaatsen zijn ze echter geïntroduceerd. De voskoesoe was geïntroduceerd in Nieuw-Zeeland rond 1850 in een poging tot het opzetten van een bontindustrie, hetgeen heeft geleid tot grote ecologische problemen aldaar.  De witte koeskoes (Phalanger orientalis), die voorkomt van Timor tot San Cristobal in de oostelijke Salomonseilanden, is een van de weinige buideldieren die op veel plaatsen door mensen zijn geïntroduceerd. Op Celebes de Soela-groep, de Banggai-eilanden en de Talaudeilanden komt een endemische onderfamilie voor, de Celebeskoeskoezen (Ailuropinae). Die zijn in hun verspreidingsgebied de enige inheemse buideldieren.
Over het algemeen lijken koeskoezen beter in staat te zijn om oceanische eilanden te bereiken dan veel andere buideldieren (zo zijn ze op Celebes de enige buideldieren en op Woodlark bijna de enige). Waarschijnlijk hebben ze zich zo'n 34 miljoen jaar geleden ontwikkeld in het noordwesten van Australië. Ze zijn de enige Australaziatische buideldierenfamilie met een grote verspreiding op het Noordelijk Halfrond; ze komen voor van 5°NB in de Talaudeilanden tot 44°ZB op Tasmanië.

## Taxonomie
Tot eind jaren tachtig werden alle koeskoezen, op de Australische geslachten Trichosurus en Wyulda na, tot één enorm geslacht Phalanger gerekend. Sindsdien is dat geslacht in vier geslachten en twee onderfamilies gesplitst. Ook het aantal soorten is sterk toegenomen. Zo omvatte het geslacht van de gevlekte koeskoezen (Spilocuscus) tot 1995 slechts twee soorten, terwijl anno 2005 aantallen als 8 niet onwaarschijnlijk zijn. Er bestaan ook nog enkele onbeschreven soorten.
De indeling die hier wordt gebruikt is gebaseerd op een recent artikel in het Journal of Mammalogy (Ruedas & Morales 2005). Daarvoor werd een indeling gebruikt waarin de beerkoeskoezen (Ailurops) in een aparte onderfamilie tegenover alle andere koeskoezen werden gesteld. Strigocuscus, dat daarvoor tot de tribus Trichosurini binnen de onderfamilie Phalangerinae werd gerekend, is verplaatst naar de Ailuropinae. De indeling van Ruedas en Morales, die is gebaseerd op mitochondriale gegevens, heeft dus een indeling opgeleverd die meer geografisch van aard is dan de vorige: de Celebeskoeskoezen (Ailuropinae) komen alleen maar voor op Celebes en omliggende eilanden, de Nieuw-Guineakoeskoezen (Phalangerinae) komen, op wat introducties en een paar soorten op Kaap York-schiereiland na, alleen voor op Nieuw-Guinea en omliggende eilanden, en de koesoes (Trichosurinae) komen alleen voor in Australië.
De familie wordt als volgt ingedeeld:
- Onderfamilie Ailuropinae
  - Geslacht Ailurops
    - Ailurops furvus
    - Talaudbeerkoeskoes (Ailurops melanotis)
    - Beerkoeskoes (Ailurops ursinus)

  - Geslacht Strigocuscus
    - Kleine Celebeskoeskoes (Strigocuscus celebensis)
    - Strigocuscus sangirensis
- Onderfamilie Trichosurinae
  - Geslacht Echte koesoes (Trichosurus)
    - Hondkoesoe (Trichosurus caninus)
    - Trichosurus cunninghamii
    - Queenslandvoskoesoe (Trichosurus johnstonii)
    - Voskoesoe (Trichosurus vulpecula)

  - Geslacht Wyulda
    - Schubstaartkoesoe (Wyulda squamicaudata)
- Onderfamilie Phalangerinae
  - Geslacht Echte koeskoezen (Phalanger)
    - Gebekoeskoes (Phalanger alexandrae)
    - Phalanger breviceps
    - Bergkoeskoes (Phalanger carmelitae)
    - Grondkoeskoes (Phalanger gymnotis)
    - Zuidoostelijke koeskoes (Phalanger intercastellanus)
    - Woodlarkkoeskoes (Phalanger lullulae)
    - Ternatekoeskoes (Phalanger matabiru)
    - Phalanger matanim
    - Zuidwestelijke koeskoes (Phalanger mimicus)
    - Witte koeskoes (Phalanger orientalis)
    - Phalanger ornatus
    - Phalanger pelengensis
    - Obikoeskoes (Phalanger rothschildi)
    - Phalanger sericeus
    - Phalanger vestitus

  - Geslacht Gevlekte koeskoezen (Spilocuscus)
    - Spilocuscus kraemeri
    - Gevlekte koeskoes (Spilocuscus maculatus)
    - Spilocuscus nudicaudatus
    - Spilocuscus papuensis
    - Spilocuscus rufoniger
    - Spilocuscus wilsoni

Koala's · Wombats · Dwergbuidelmuizen · Koeskoezen · Slurfbuidelmuis · Kleine koeskoezen · Buideleekhoorns · Vliegende buidelmuizen · Muskuskangoeroeratten · Kangoeroeratten · Kangoeroes